# ニューズデイ
ニューズデイ（Newsday）は、アメリカ合衆国の日刊新聞で、主にロングアイランドのクイーンズ区に位置するナッソー郡とサフォーク郡に記事を提供しているが、ニューヨーク都市圏でも販売されている。